# Anne-Sophie Thilo
Anne-Sophie Thilo (3 de diciembre de 1987) es una deportista suiza que compitió en vela en la clase 470. Ganó una medalla de plata en el Campeonato Europeo de 470 de 2008.

## Palmarés internacional
| \| Campeonato Europeo \| Campeonato Europeo \| Campeonato Europeo \| Campeonato Europeo \| \| Año \| Lugar \| Medalla \| Clase \| \| ------------------ \| ----------------------- \| ------------------ \| ------------------ \| \| 2008 \| Riva del Garda (Italia) \| Medalla de plata \| 470 \| |                         |                  |       |
| Campeonato Europeo |                         |                  |       |
| Año | Lugar                   | Medalla          | Clase |
| 2008 | Riva del Garda (Italia) | Medalla de plata | 470   |